# Ishak Pascha
Ishak Pascha (türkisch İshak Paşa; * 1444; † 30. Januar 1487 in Thessaloniki) war ein osmanischer Staatsmann und General. Er war Großwesir des Osmanischen Reiches.

## Leben
Es wird angenommen, dass Ishak Pascha aus Albanien stammte. Der türkische Orientalist Halil İnalcık (1916–2016) glaubte, dass Ishak Pascha durch die Verwechslung mehrerer osmanischer Ishak Paschas (insbesondere Ishak bin Abdullah und Ishak bin Ibrahim) und Ishak Beys „erschaffen“ wurde, aber auch er glaubt, Ishak Pascha sei albanisch-stämmig gewesen. Der deutsche Orientalist Franz Babinger (1891–1967) hingegen meint, Ishak Pascha sei griechischer Herkunft gewesen.
Um 1451 wurde er zum Beylerbey (Provinzgouverneur) des Eyâlet Anatolien ernannt. Im gleichen Jahr zwang ihn der neue Sultan Mehmet II., die Witwe seines Vaters Murad II., Sultan Hatun, zu heiraten. Von 1454 bis 1456 nahm Ishak Pascha als Beylerbey Anatoliens an Feldzügen nach Serbien teil, außerdem an der Belagerung Belgrads und dem osmanischen Feldzug in die Walachei.
Seine erste Amtszeit als Großwesir war von 1469 bis 1472 während der Regierungszeit von Mehmed II. Während dieser Amtszeit verlegte er Oghuzen aus der anatolischen Stadt Aksaray in das eroberte Konstantinopel, um die Stadt zu bevölkern, da die ursprüngliche Bevölkerung im Rahmen der Eroberung von Konstantinopel im Jahr 1453 dezimiert worden war. Das Stadtviertel, in dem sich die Migranten niedergelassen hatten, heißt heute Aksaray.
Seine zweite Amtszeit lief während des Wechsels von Sultan Mehmed II. zu Bayezid II. von 1481 bis 1482. Als „Hüter des Throns“ war er für die Nachfolge des Sultans zuständig und musste die Ordnung im Palast wahren, die durch die Janitscharen während der Kämpfe zwischen Bayezid und seinem Bruder Cem in Gefahr war. Schließlich konnte Bayezid den Thron besteigen und Ishak Pascha zog sich von seinem Amt als Großwesir zurück. Der Sultan ernannte Koca Davud Pascha zum neuen Großwesir. Ishak pascha wurde Sandschakbey von Thessaloniki, wo er am 30. Januar 1487 starb.

## In der Populärkultur
- Im Videospiel Assassin’s Creed: Revelations ist Ishak Pascha der Anführer der Assassinen-Bruderschaft des Osmanischen Reiches.[11][12]
- Im Film Istanbul’un Fethi aus dem Jahr 1951 spielte Alev Elmas Ishak Pascha.[13]
- Im Film Fetih 1453 spielte Yılmaz Babatürk den Großwesir.
- Außerdem wird er im Lied The Fall Of Constantinopel der Neofolk-Band H.E.R.R. gemeinsam mit Mehmet II. erwähnt.